# Matorac
Matorac je planina u Bosni. 

## Položaj
Nalazi se jugozapadno od Fojnice. 
Dio 70 km dugačka neprekinuta planinskog niza koji čine planine Vranica (2112 m), Zec planina (1871 m), Matorac (1937 m), Vitreuša (1919 m), Pogorelica (1437 m), Bitovnja (1744 m) i Ivan-planina (1534 m), zvanog planinska grupa Vranica. Matorac je jednake geološke građe i sličnih reljefnih, hidroloških i drugih osobina.

## Građa
Geološka građa Matorca nastala je iz vrlo duga geološkog razvitka, zbog čega su nastali vrlo složeni strukturni i litostratigrafski odnosi. Jezgru Matorca čine paleozojski škriljci. i u geološkom pogledu u srednjobosanske škriljaste planine. Poput ostalih planina iz ove skupine spada u najstarije planine i Bosni i Hercegovini koje se pružaju se u dinarskom smjeru, ЈI — SZ počevši od Tarčina i Bradine do Busovače i Uskoplja. Prema zapadu idu ovako: Vel. Ivan, Lisinj, Bitovnja, Pogorelica, Zec, zatim Vranica, Matorac i Šćit-planina. Visovi su pretežno glavičasti. Do naјviših kota pokrivena je zemljom. U nižim - padinskim dijelovima Matorac je izgrađene od škriljaca i riolita. Najviši dijelovi imaju vapnence, dolomite i mramore. Od kristalastih škriljevaca ima gnajsa. Ima nešto šupljikavih vapnenaca, daljeg oblika karbonatnih stijena na kojima se uglavnom razvijaju kalkomelanosoli. Ima karbonatnih supstrata u vidu ppojave tercijarnih sedimenata, čistih ili laporaca s glincima. Od silikatnih stijena ima eruptivnih i kristalastih škriljevaca. Od eruptivnih stijena ima kvarcporfira, uglavnom paleozojske starosti. Erozija je poremetila glavne izljeve kvarcporfira koji su raščlanjeni. Na grebenima se javljaju kvarciti i kvarcni pješčenjaci.

## Vode
S Matorca se slijevaju Požarna, Pavlovac i Bistrica.

## Fauna
Do naјviših kota obrasla biljem. Sa svih strana Matorca do visine od 1000 m, plodno je zemljište, oranice, livade i pašnjaci. Iznad 1000 — 1600 m visine su velike šume, kvalitetne drvne građe, uglavnom crnogorične, a ponešto i bјelogorične šume.

## Gospodarstvo
Nekad je bilo razvijeno nomadsko stočarenje. Franjevački samostan u Fojnici imao je pašnjake od Vrankamena, Matorca, Poljane i Kozograda.
Pašnjaci su bili bogati i prostrani. Između dva svjetska rata na Bitovnji, Pogorelici, Zecu, Vranici, Matorcu i Šćitu bilo je do 30 ljetnih pastirskih naselja s 230 koliba.